# Ментешли (Солунско)
Ментешли (на гръцки: Έλλη, Ели, до 1926 година Μεντεσελή, Ментесели) е бивше село в Република Гърция, разположено на територията на дем Илиджиево (Халкидона), област Централна Македония.

## География
Селото е било разположено в Солунското поле, на самия десен бряг на Вардар, южно от Даутово (Елеуса) и северно от Саръчево (Валтохори), на пресечната точка на дървения мост на реката с коларския път Енидже Вардар - Солун.

## История

### В Османската империя
В XIX век Метешли е турско село в Солунска каза на Османската империя, което по-късно е превърнато в чифлик. В Ментешли е имало хан и мелница, които обслужвали и съседните селища.
Според статистиката на Васил Кънчов („Македония. Етнография и статистика“) от 1900 година Ментешли брои 150 жители турци.
При преброяването от 1905 година Ментешели наброява 150 души мюсюлмански жители.

### В Гърция
След Междусъюзническата война в 1913 година селото попада в Гърция. Боривое Милоевич пише в 1921 година („Южна Македония“), че Ментешели има 25 къщи турци. Турското му население се изселва и на негово място са настанени гърци бежанци. В 1926 година името на селото е сменено на Ели. В 1928 година Ментешли е представено като бежанско село с 45 бежански семейства и 205 жители бежанци. До 1920 година е към община Кърджалиево, от 1920 до 1928 година - към община Куфалово, а след 1928 година - към Илиджиево. В 1926 година е прекръстено на Ели, но в 1930 година жителите му го напускат и се заселват в Даутово (Елеуса).